# Eucera cinnamomea
Eucera cinnamomea é uma espécie de abelha da família apidae, na subfamília apinae. Foi descrita pela primeira vez por Alfken, em 1935.